# گهرسنجاقک سرخ کوچک
گهرسنجاقک سرخ کوچک (نام علمی: Chlorocypha dispar)، یک گونه از گهرسنجاقک‌ها از خانواده گهرسنجاقکان (Chlorocyphidae) است.